# Benedetto Naro
Benedetto Naro (Roma, 26 luglio 1744 – Roma, 6 ottobre 1832) è stato un cardinale italiano.

## Biografia
Nacque a Roma il 26 luglio 1744 da Fabrizio, marchese di Mompeo, e da Prudenza Capizucchi.
Papa Pio VII lo elevò al rango di cardinale nel concistoro dell'8 marzo 1816.
Ricoprì la carica di Arciprete della Basilica di Santa Maria Maggiore dal 1º gennaio 1824 al decesso il 6 ottobre 1832, all'età di 88 anni.